# Дихотическое прослушивание
Дихоти́ческое прослу́шивание — экспериментальная методика исследования селективного внимания, представляющая собой прослушивание испытуемым двух сообщений, одно из которых подаётся на правое ухо, а другое — на левое. Данная методика была разработана Д. Бродбентом в 1950-е годы и изначально применялась для изучения внимания в лабораторных условиях, однако в дальнейшем стала использоваться в нейронауках, например, при изучении эмоций.
Слуховая модальность удобна для изучения внимания, поскольку в ней возможно чёткое разделение каналов (левое и правое ухо). Методика дихотического прослушивания позволяет манипулировать характеристиками сообщений, которые поступают по каждому из каналов, и оценивать эффективность выполнения испытуемым той или иной задачи, или уровень его внимания. С помощью методики дихотического прослушивания проверялись теории ранней селекции, суть которых в том, что внимание работает по принципу отбора сообщений, поступающих через определённый выбранный субъектом канал. Эксперименты в рамках этой теории направлены на раскрытие феномена фильтра и его функций.

## Эксперименты Д. Бродбента
В 1950-е годы британский психолог Д. Бродбент, имея практическую цель — улучшить организацию работы авиадиспетчеров — проводил эксперименты по изучению внимания, в которых ставил задачей определить расположение «фильтра» в порядке перцептивной обработки слухового сообщения и проверить предположение о наличии в системе восприятия «буфера», способного некоторое время удерживать сообщение перед тем, как оно угаснет. Бродбент использовал методику с «расщеплённым объёмом памяти»: цифры назывались дихотически, попеременно в одно и в другое ухо, испытуемый должен был воспроизвести последовательность из трёх пар цифр. Более четырёх цифр (двух пар) участники исследования воспроизводили редко, причём при воспроизведении они выбирали одно ухо и называли все цифры, услышанные им, а затем те, которые они запомнили с другого уха. С точки зрения экономии усилий, которых требует переключение с канала на канал, это оправданно, что было проверено в отдельном эксперименте: испытуемым давалась инструкция воспроизводить числа парами, что требовало от них постоянного переключения фильтра. Продуктивность при таких условиях действительно падала — лишь 1-2 цифры назывались правильно, хотя при увеличении временного интервала на 0,5-2 секунды возвращалась к прежнему показателю.
Предположение о существовании «буфера» проверялось с помощью подачи шести цифр на одно ухо и двух на другое, которые совпадали во времени либо с первыми двумя, либо с последними двумя в первом ухе. Во втором случае эффективность повышалась, что говорит в пользу гипотезы о наличии «буфера», задерживающего сообщение из невыбранного канала какое-то время прежде, чем «стереть» его.
Д. Бродбент сделал следующие выводы относительно внимания как фильтра: 1) человек способен одновременно обработать ограниченный объём информации; 2) выбор канала осуществляется по пространственному признаку; 3) информация, которая не была отобрана, удерживается в системе переработки ещё некоторое время («буфер»)
Данные объяснения работы внимания были уязвимы для критики, поскольку не позволяли объяснить обработку значимой информации, поступающей по нерелевантному каналу, что стало причиной ряда экспериментов в последующие годы.

## Эксперименты К. Черри
Британский психолог К. Черри, ранее инженер-радиоакустик, в период Карибского кризиса проводил эксперименты по изучению внимания, в которых моделировал условия службы гидроакустика на подводной лодке. В рамках методики дихотического прослушивания один из каналов (ушей) был задан как «релевантный» (англ. relevant — имеющий отношение к делу), а другой как «нерелевантный»: испытуемый должен был следить за релевантным каналом и игнорировать нерелевантный. Перед учёным стояла задача оценить глубину обработки отвергаемого («нерелевантного») сообщения. В качестве стимульного материала для каждого уха использовался бессмысленный по содержанию, но грамматически верно составленный текст на английском (родном для испытуемых) языке — наборы публицистических клише. При варьировании различных параметров нерелевантного звукового сообщения было обнаружено, что испытуемые в целом замечали (могли в этом отчитаться) смену голоса с мужского на женский, замену текста шумом, временное прерывание сообщения гудком или звуковым сигналом. Не замечались содержание, язык и изменение языка, редкие испытуемые замечали прокручивание сообщения в обратную сторону.
К. Черри сделал следующий вывод: обработка отвергаемого сообщения ограничена его грубыми физическими признаками. Его исследования легли в основу теорий ранней селекции

## Эксперименты Э. Трейсман
В начале 1960-х годов британский психолог Э. Трейсман, как и Д. Бродбент, проводила эксперименты по методике с «расщеплённым объёмом памяти», однако стимуляция была кардинально изменена: испытуемому предъявлялись последовательно дихотически («перекрёстно») три слога, которые складывались в единое слово, или три коротких слова, которые объединялись в единую осмысленную фразу (например, «мышь ест сыр»). Испытуемые отчитывались по смыслу, а не поканально, объединяя слова, полученные с разных каналов[8]. В рамках похожего эксперимента с той же гипотезой в качестве стимульного материала выступали отрывки из английской прозы, один из каналов задавался инструкцией как релевантный, другой — как нерелевантный. В ходе предъявления отрывков текст, читаемый по релевантному каналу, в какой-то момент «уходил» на нерелевантный, и испытуемые на небольшое время переключались на «нерелевантное» ухо вслед за смыслом сообщения, а затем возвращались обратно к релевантному, не замечая своей ошибки. К экспериментальным фактам также относится то, что испытуемые замечают, когда по обоим каналам начинает подаваться один и тот же текст (или же текст и его перевод на другой язык, если испытуемый владеет обоими языками).
Также Э. Трэйсман установила, что содержание нерелевантного сообщения может влиять на трактовку испытуемым релевантного сообщения (соответственно, оно всё же обрабатывается).
В результате всех экспериментов был сформулирован ряд усовершенствованных объяснений работы внимания как фильтра.